# Там, де цвітуть едельвейси
«Там, де цвітуть едельвейси» — радянський кінофільм про прикордонників 1966 року, знятий на студії «Казахфільм» режисерами Юхимом Ароном і Шаріпом Бейсембаєвим, за сценарієм письменника, колишнього прикордонника Сергія Мартьянова. Один з лідерів кінопрокату СРСР — фільм подивилися 25,3 млн глядачів за перший рік демонстрації, фільм входить у ТОП-10 найпопулярніших фільмів кіностудії «Казахфільм» і є одним з п'яти її фільмів, що подолали рубіж у 20 млн глядачів.

## Сюжет
1960-ті роки. Високо в горах прикордонна застава Східного прикордонного округу, командир застави Петро Соловйов — потомствений прикордонник, колись у цих горах загинула в бою з басмачами його мати, тут на заставі її могила. Молода дружина командира — Віра, лікар за освітою, теж служить на заставі. Мирно течуть прикордонні будні — служба, чергування, праця, навчання, відпочинок. Ідуть дозорні по вузьких гірських стежках. У цих місцях ростуть прекрасні квіти — едельвейси… і одного разу квітка стає причиною тривоги, і не відразу з'ясовується, що вона помилкова — і через це випробування нервів в період невизначеності зможуть пройти не всі на цій далекій заставі.

## У ролях
- Валерій Косєнков —  Петро Соловйов, старший лейтенант, начальник прикордонної застави
- Лілія Шарапова —  Віра Соловйова, його дружина, лікар
- Любов Калюжна —  тітка Дуся
- Кобей Хусаїнов —  Алдаберген Сүндетбаєв, єфрейтор, прикордонник
- Валерій Носик —  Альберт Пушкарьов, рядовий, прикордонник
- Капан Бадиров —  Жүнусов, полковник прикордонної служби
- Єлюбай Умурзаков —  Баршимбек
- Галина Чигинська —  Варвара Макарова, кореспондентка
- Іван Косих —  Іван Громобой, старшина, прикордонник
- А. Тарасов —  Бубнов, сержант, прикордонник
- С. Юджин —  Ваня Клевакін, рядовий, прикордонник
- К. Бетц — епізод
- С. Ніколенко — епізод
- С. Печорін — епізод
- С. Сальников — епізод
- М. Фомін — епізод
- В. Глазков — епізод

## Знімальна група
- Режисери — Шаріп Бейсембаєв, Юхим Арон
- Сценаристи — Сергій Мартьянов, Юхим Арон
- Оператори — Абільтай Кастєєв, Булат Якупов
- Композитор — Анатолій Бичков
- Художник — Павло Зальцман